# 罗姆 (德国)
罗姆（德語：Rom）是德国梅克伦堡-前波美拉尼亚州的市镇，隶属于路德维希斯卢斯特-帕尔希姆县，总面积为33.71平方千米，截至2020年总人口为793人。